# Dois Córregos (filme)
Dois Córregos é um filme de 1999, dirigido por Carlos Reichenbach e ambientado nos municípios brasileiros de Cidreira, litoral norte do Rio Grande do Sul, e Dois Córregos, interior de São Paulo. Em novembro de 2015 o filme entrou na lista feita pela Associação Brasileira de Críticos de Cinema (Abraccine) dos 100 melhores filmes brasileiros de todos os tempos.

## Sinopse
No início do filme, Beth Goulart lembra de sua adolescência quando vai ver sua propriedade em Dois Córregos. Reichenbach une três mulheres diferentes que convivem com um homem que está escondido por perseguição no período da ditadura. As três mulheres são as atrizes Ingra Liberato, Vanessa Goulart e Luciana Brasil, que também é pianista e interpreta canções na trilha sonora do filme, encabeçada pelo músico e compositor Ivan Lins. O homem é Carlos Alberto Riccelli. Ele guarda um segredo: o amor por uma guerrilheira, Tânia, representada pela atriz Cristina Cavalcanti.

## Premiações
- Festival Luso Brasileiro Santa Maria da Feira: Melhor Atriz, Ingra Liberato,
- Festival de Natal de 1999: Melhor Filme (Júri Oficial), Melhor Trilha Sonora (Ivan Lins), Melhor Atriz Coadjuvante para Luciana Brasil e Melhor Fotografia.
- VII Festival de Cinema e Vídeo de Cuiabá: Melhor Filme (Júri Popular), Melhor Diretor e Melhor Atriz para Ingra Liberato.
- Prêmio SESC- Os Melhores Do Ano: Melhor Filme (Júri Popular) e Melhor Diretor (Prêmio dos Críticos)[carece de fontes?]